# Natale Gruppo
Natale Gruppo (Biella, 1908 – ...) è stato un calciatore italiano, di ruolo attaccante.

## Carriera
Nasce a Biella nel 1908. Con la Biellese disputa 14 gare segnando 5 reti nel campionato di Divisione Nazionale 1928-1929 e 27 gare in Serie B 1929-1930.
Lascia la Biellese nel 1931 e passa al Catania, dove gioca per un anno nel campionato di Prima Divisione 1931-1932.